# Omar I. Kretski
Abu Hafs Umar ibn Hafs ibn Šuajb ibn Isa al-Baluti, znan kot Omar I. Kretski, je bil prvi emir Kretskega emirata, * 9. stoletje, † 855. 
Omar je bil vodja skupine andaluzijskih beguncev, ki so  prevzeli oblast v Aleksandriji, ko so jih od tam pregnali Abasidi, pa so osvojili bizantinsko Kreto in okoli leta 824 ustanovili Kretski emirat. 

## Ozadje
Bizantinski in arabski viri se strinjajo, da je bil Abu Hafs vodja skupine beguncev iz Al Andaluza, ki se je izkrcala na Kreti in jo osvojila. Tradicionalno so ti Andaluzijci opisani kot preživeli neuspešnega upora proti kordovskemu emirju Al Hakamu I. leta 818. Po zatrtju upora so bili prebivalci predmestja Córdobe al-Rabad množično izgnani. Nekateri so se naselili v Fezu v Maroku, drugi, ki jih je bilo več kot 10.000, pa so se lotili piratstva. Slednjim so se verjetno pridružili še drugi Andaluzijci. Pristali so v Aleksandriji in do leta 827 prevzeli oblast v mestu. Tistega leta jih je oblegal in izgnal abasidski general Abdulah ibn Tahir al-Horasani.
Kordovsko poreklo piratov je v nasprotju z drugimi viri, ki beležijo prisotnost andaluzijskih korzarjev v Aleksandriji že leta 798/799, njihov prevzem oblasti pa datirajo v leto 814. Poleg tega je Abu Hafs, ki je zapisan kot njihov vodja, prišel iz kraja Fahs al-Ballut, zdaj Los Pedroches, ki je daleč od Córdobe. Ibn Hajan omenja tudi to, da prvi vodja beguncev ni bil Abu Hafs, ampak Muhadžir ibn al-Katil. Nasledil naj bi ga Ibn Said, Ibn Hajan pa med voditelji omenja tudi nekega Jahja, voditelja islamskih pravnikov (fakih) iz Córdobe, ki so se pridružili izgnancem iz Rabada. Zdi se torej, da je Abu Hafs postal vodja Andaluzijcev šele v Aleksandriji. 

## Osvajanje Krete
Nekje v drugi polovici vladavine bizantinskega cesarja Mihaela II. (vl. 820–829) so se Andaluzijci izkrcali na Kreti in jo začeli osvajati. Natančna kronologija izkrcanja je negotova. V muslimanskih virih je izkrcanje običajno datirano v leto 827 ali 828, se pravi po takoj  izgonu iz Aleksandrije. Bizantinski viri temu nasprotujejo in izkrcanje postavljajo v obdobje  kmalu po zadušitvi velikega upora Tomaža Slovana (821–823), ki je oslabil bizantinsko pomorsko obrambo. Premisleki, povezani s številom in kronologijo bizantinskih kampanj, sproženih proti napadalcem, in prosopografska vprašanja bizantinskih generalov, ki so jih vodili, so privedli zgodovinarje Vassiliosa Hristidesa, Hristosa Makrypouliasa in druge do tega, da so predlagali zgodnejši datum okoli leta 824. Abu Hafs je morda pristal na otoku leta 824/825 na poti v Aleksandrijo in se nato vrnil leta 825/826, da bi osvojil otok, kar pojasni neskladje v kronologiji.
Po dogovoru z Ibn Tahirjem so Andaluzijci in njihove družine zapustili Aleksandrijo na 40 ladjah. Zgodovinar Warren Treadgold ocenjuje njihovo število na približno 12.000 oseb, od katerih naj bi bilo približno 3.000 vojščakov. Po mnenju bizantinskih zgodovinarjev so Andaluzijci poznali Kreto s svojih preteklih plenilskih pohodov. Isti viri trdijo tudi to, da je bilo muslimansko izkrcanje prvotno mišljeno kot napad, ki se je spremenil v poskus osvajanja, ko je Abu Hafs sam zažgal svoje ladje. Ker so andaluzijski izgnanci s seboj pripeljali svoje družine, je zgodba o požigu ladij verjetno kasnejša izmišljotina. Tudi kraj pristanka Andaluzijcev ni znan; nekateri poznavalci menijo, da je bilo na severni obali v zalivu Suda ali blizu njihovega glavnega kasnejšega glavnega mesta Handak (rabḍ al-kḫandaq, Grad ob jarku), sedanjem Heraklionu. Drugi poznavalci menijo, da so najverjetneje pristali na južni obali otoka in se nato preselili v bolj gosto poseljeno notranjost in na severno obalo.

## Ustanovitev emirata in pohodi proti Bizancu
Abu Hafs je bil zaslužen za gradnjo Handaka, kamor so Andaluzijci preselili prestolnico iz Gortine v notranjosti otoka. Handak je utrdil muslimansko oblast na otoku in odvrnil prve, na hitro zbrane bizantinske poskuse pod generaloma Fotinom in Kraterjem, da bi povrnili izgubljeni otok. Abu Hafs je priznal nadoblast Abasidskega kalifata, vendar je vladal kot de facto neodvisen emir.
Andaluzijci so v prvih letih po osvojitvi Krete zasedli tudi več Kikladov. Admiralu Mihaelu II. Orifu je uspelo pregnati Arabce z egejskih otokov, Krete pa nu ni uspelo zavzeti. Poskus cesarja Teofila (vladal 829–842), da bi Andaluzijce pregnal s pomočjo kordovskega emirja Abd Al Rahmana II., je ostal samo pri obljubah. Oktobra 829 so Andaluzijci uničili bizantinsko floto pri Tasosu in odprli pot piratom v Egejsko morje in na njegove obale. Kasneje so Andaluzijci napadli Evbejo (okoli 835–840), Lezbos (837) in obale Tracezije, kjer so uničili samostansko središče na gori Latros. Zatem jih je močno porazil lokalni strateg Konstantin Kontomit.
Po Teofilovi smrti leta 842 se je pod osebnim vodstvom močnega logoteta in regenta Teoktista začela še ena ekspedicija za povrnitev Krete. Uspelo ji je zavzeti večji del otoka, potem pa je moral Teoktist zaradi političnih spletk v Bizancu zapustiti vojsko in Arabci so pobili čete, ki jih je pustil za sabo. 
Iz kretskih kovancev je razvidno, da je Abu Hafs umrl leta 855. Nasledil ga je njegov sin Šuajb.